# Болелли, Симоне
Симоне Болелли (итал. Simone Bolelli; род. 8 октября 1985, Болонья, Италия) — итальянский теннисист. Победитель одного турнира Большого шлема в парном разряде (Открытый чемпионат Австралии-2015); финалист трёх турниров Большого шлема в парном разряде (Открытый чемпионат Австралии-2024, -2025, Открытый чемпионат Франции-2024); победитель 17 турниров ATP в парном разряде; двукратный обладатель Кубка Дэвиса (2023, 2024) в составе сборной Италии.

## Общая информация
Симоне — младший из двух детей Стефании и Даниэле Болелли; его сестру зовут Симона.
Болелли женат: 5 августа 2009 года он оформил отношения со своей нынешней супругой Хименой Флейтас.
Итальянец в теннисе с семи лет. Любимое покрытие — хард, лучший удар — форхенд.

## Спортивная карьера

### Начало карьеры
В 2002 году Симоне Болелли выиграл первый турнир в парном разряде из серии «фьючерс». В 2004 году он выиграл уже два первых «фьючерса» в одиночном разряде, которые проходили в Вероне и Болонье. В октябре 2005 года итальянский теннисист дебютировал в основных соревнованиях ATP-тура, сыграв в парном розыгрыше турнира в Палермо совместно с опытным соотечественником Давиде Сангвинетти. В апреле 2006 года на турнире серии Мастерс в Монте-Карло Болелли с другим итальянцем Андреасом Сеппи вышел в четвертьфинал парных соревнований. На одиночных соревнованиях ATP-тура он впервые сыграл в мае на другом грунтовом Мастерсе в Риме, получив специальное приглашение от организаторов. В первом же раунде он проиграл испанцу Фернандо Вердаско 4-6, 6-2, 1-6. Летом 2006 года он выигрывает два турнира серии «челленджер» в Бьелле и Комо в одиночках и один в парах, который проходил в Реканати.
Прорваться в топ-100 мирового рейтинга Болелли удалось в 2007 году. В марте 2007 года, пробившись через квалификацию, он сумел добраться до третьего раунда Мастерса в Майами. В первых двух раундах того турнира он смог выиграть у Гаэля Монфиса и Дмитрия Турсунова, а выбить с турнира его смог испанец Давид Феррер. В апреле Симоне впервые выступил в составе сборной Италии в розыгрыше Кубка Дэвиса. В конце апреля Симоне вошёл в первую сотню в рейтинге. В начале мая он побеждает на «челленджере» в Тунисе, а в конце месяца дебютирует в основных соревнованиях серии Большого шлема. Происходит это на кортах Открытого чемпионата Франции, где Болелли дошел до второго раунда. Такого же результата он добивается на Уимблдонском турнире, где он проиграл во втором раунде Ллейтону Хьюитту. На Открытом чемпионате США в первом раунде итальянец обыгрывает Жюльена Беннето и вновь выходит во второй раунд, где на этот раз проигрывает Томашу Бердыху. В ноябре он выигрывает второй в сезоне «челленджер». Происходит это на турнире в Братиславе. Сезон он завершил уже на 67-м месте в рейтинге.

### 2008—2012

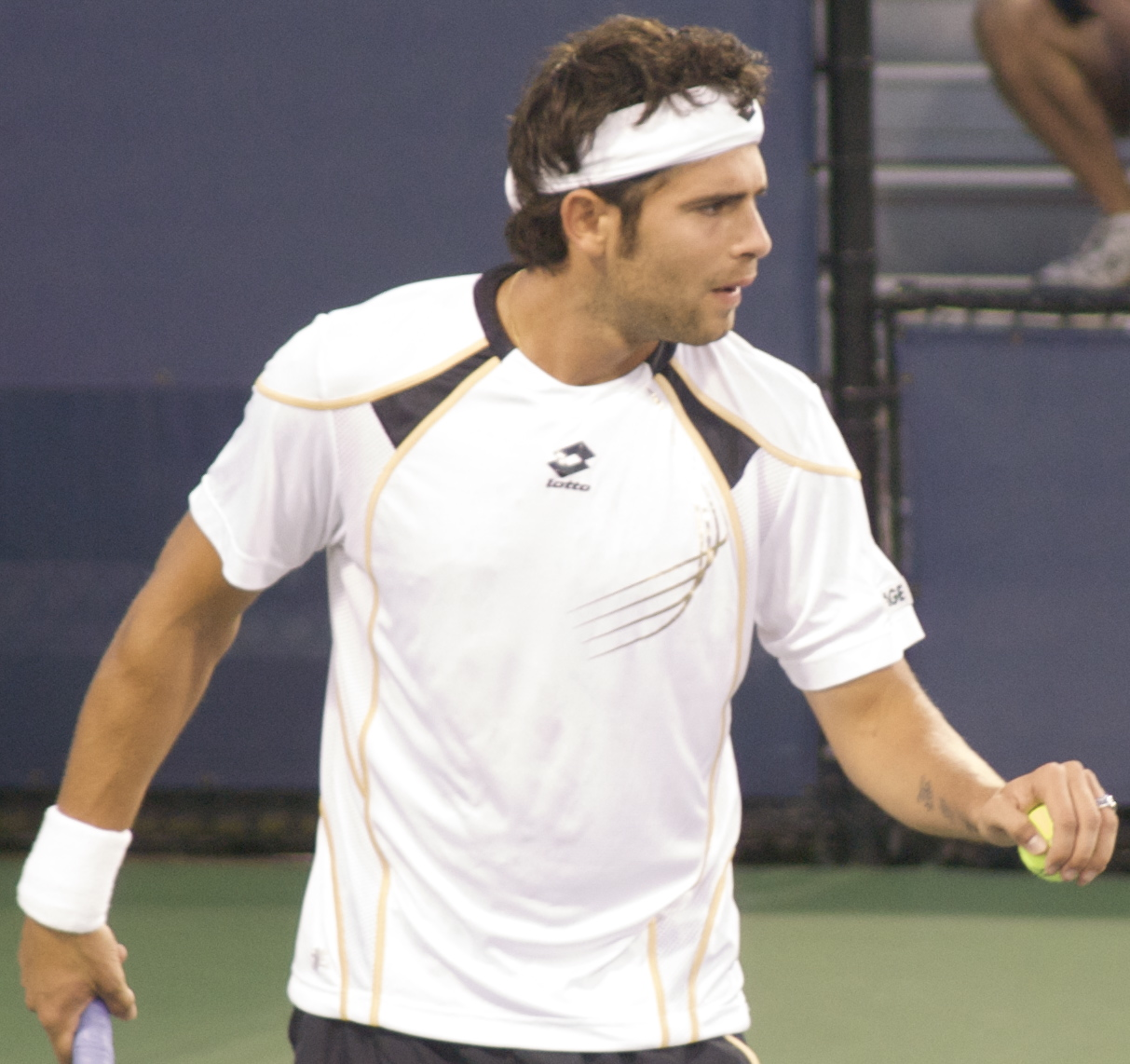
Болелли на Открытом чемпионате США 2009 года

На Открытом чемпионате Австралии 2008 года Болелли во втором раунде проигрывает Новаку Джоковичу. В феврале 2008 года в Загребе он впервые выходит в полуфинал турнира ATP. В мае он сумел улучшить это достижение, пробившись в финал турнира в Мюнхене, где уступил в трех сетах чилийцу Фернандо Гонсалесу 6-7(4), 7-6(4), 3-6. На Открытом чемпионате Франции итальянскому спортсмену удалось переиграть Маркоса Багдатиса и Хуана Мартина дель Потро и пройти в третий раунд. на этой стадии он уступает местному теннисисту Микаэлю Льодра. также в третий раунд Болелли прошёл и на Уимблдонском турнире, где путь в следующий раунд ему преградил Ллейтон Хьюитт. На последнем в году Большом шлеме открытом чемпионате США он в первом раунде проигрывает Станисласу Вавринке. В концовке сезона Симоне вышел в 1/4 финала на турнире в Базеле.
На старте сезона 2009 года Симоне выступил на командном турнире Кубок Хопмана в составе Италии, но совместно с Флавией Пеннеттой не вышел из группы. На Открытом чемпионате Австралии он во втором раунде проиграл американцу Марди Фишу, а в парном разряде совместно с Сеппи вышел в четвертьфинал. Большую часть сезона Болелли выступает в основном туре, но не может преодолеть первые раунды. На Ролан Гаррос в мае он смог выиграть на старте сильного чеха Томаша Бердыха в пяти сетах. Во втором раунде в таком же затяжном поединке он уже сам проигрывает Жереми Шарди. На Уимблдонском турнире он также вышел во второй раунд, но не смог по состоянию здоровья выйти на свой поединок против Жо-Вильфрида Тсонга. В июле на грунтовом турнире в Умаге он впервые в сезоне пробился в 1/4 финала. На Открытом чемпионате США Болелли в первом раунде проиграл Радеку Штепанеку.
На Австралийском чемпионате 2010 года Болелли в первом раунде проиграл Марку Жикелю. Неважные выступления на турнирах сказались на рейтинге и итальянец выпал из первой сотни и ему стало сложнее отбираться на основные турнире ассоциации. на Открытый чемпионат Франции он попадает через квалификацию, но в первом раунде проигрывает Пабло Андухару. В начале июля Симоне побеждает на «челленджере» в Турине. Общим итогом выступлений сезона 2010 года стало для него 107-е место в рейтинге.
В начале мая 2011 года Болелли на соревнованиях парного разряда грунтового турнира в Мюнхене вместе с аргентинцем Орасио Себальосом выигрывает свой первый титул ATP. Через неделю он победил на «челленджере» в Риме. приняв участие в Открытом чемпионате Франции Симоне во втором раунде проиграл Энди Маррею. На Уимблдонском турнире он смог пройти в третий раунд, обыграв во втором Станисласа Вавринку 7-6(5), 6-3, 7-6(4). В свою очередь в третьем раунде он проиграл французу Ришару Гаске. В июле в альянсе с Фабио Фоньини Болелли берёт парный трофей на турнире в Умаге. В сентябре их итальянский дуэт смог пройти в полуфинал Открытого чемпионата США в мужском парном разряде. Положение в одиночном рейтинге по итогам 2011 года у Болелли только ухудшилось по сравнению с прошлым сезоном (134-е место), а вот в парном рейтинге он добивается прогресса, финишируя на 39-й строчке.
В марте 2012 года Болелли смог выиграть «челленджер» во Флорианополисе. В мае он принял участие в Открытом чемпионате Франции, но уже в первом раунде ему достался в соперники многократный чемпион турнира Рафаэль Надаль, который легко переиграл итальянца. Через квалификацию Болелли прошёл на Уимблдон, но проиграл на старте Ежи Яновичу. В июле у себя на родине он выиграл «челленджер» в Реканати. На турнире в Кицбюэле Симоне впервые за долгий период вышел в четвертьфинал. В августе он возвращается в топ-100. Сезон он завершил на 84-м месте.

### 2013—2016 (победа в Австралии в парах)

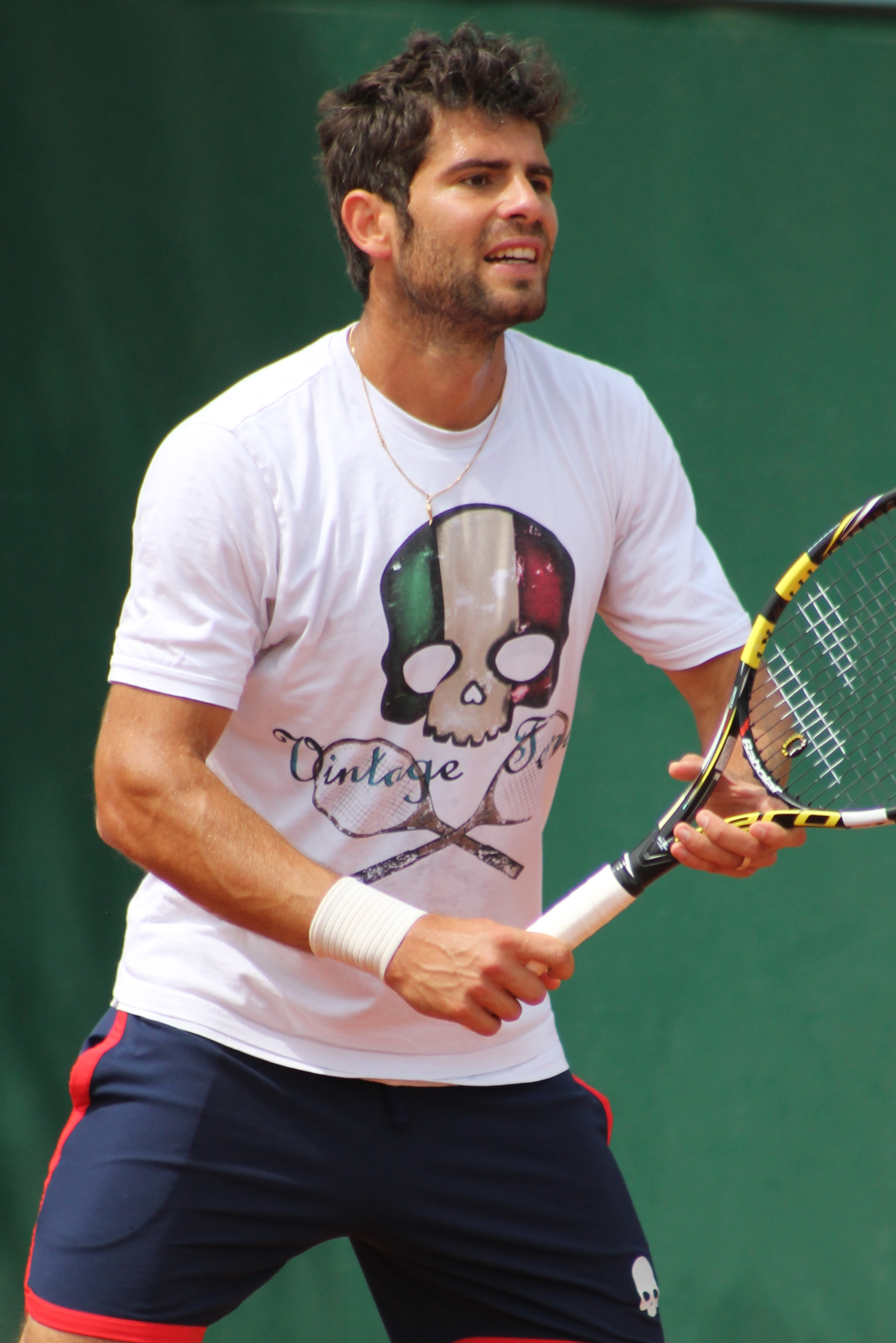
Болелли на Открытом чемпионате Франции 2015 года

2013 год итальянец начал с выхода в 1/4 финала турнира в Дохе. На Открытом чемпионате Австралии он в первом раунде проиграл поляку Яновичу, а в парном разряде смог пройти в полуфинал, выступая в дуэте с Фоньини. В феврале на турнире в Сан-Паулу он смог выиграть у довольно сильных «грунтовиков»: Томми Робредо, Хуана Монако и Альберта Монтаньеса и пройти в полуфинал. путь в решающий матч ему преградил аргентинский ветеран Давид Налбандян. На следующем по ходу сезона турнире в Буэнос-Айресе Болелли и Фоньини выиграли парные соревнования. В Акапулько их дуэт смог выйти в финал. Ролан Гаррос и Уимблдон завершается для Болелли одинаково — поражением в первом раунде. После Уимблдона итальянский теннисист до конца сезона не выходит на корт.
Возвращение к выступлениям после полугодовой паузы состоялось на Открытом чемпионате Австралии 2014 года, где он выступил только в парном разряде. В феврале, находящийся в четвёртой сотне рейтинга, Симоне выиграл «челленджер» в Бергамо. Перейдя на грунт, в апреле он побеждает на «челленджере» в Верчелли, а через неделю прибавляет к этому выигрыш «челленджера» в Тунисе. Через квалификацию он прошёл на Открытый чемпионат Франции, где во втором раунде проиграл Давиду Ферреру. Выиграть отборочные матчи Болелли удаётся и на Уимблдонском турнире, где он смог преодолеть второй раунд, выиграв в пятисетовом матче Филиппа Кольшрайбера. У итальянца был шанс пройти дальше, но в таком же напряженном матче третьего раунда против Кэя Нисикори он проиграл со счётом 6-3, 3-6, 6-4. 6-7(4), 4-6. В июле Симоне выиграл титул на «челленджере» в Оберштауфене, что позволило ему вернуться в первую сотню рейтинга. На Открытом чемпионате США Болелли выбыл во втором раунде, проиграв Робредо. Сезон он завершил на 55-м месте.
В январе 2015 года Болелли сыграл в четвертьфинале турнира в Сиднее. На Австралийском чемпионате в первом раунде итальянец прошёл Хуана Монако, а во втором смог выиграть первый сет у Роджера Федерера, но следующие три проиграл и выбыл из одиночного турнира. Главное событие для Болелли произошло в парном разряде. Выступив на турнире с Фабио Фоньини, он сенсационно берёт титул турнира из серии Большого Шлема. Они стали первыми представителями Италии, которым удалось выиграть на мужских соревнованиях Открытого чемпионата Австралии.
| Стадия  | Соперники (посев)                | Рейтинг | Счёт          |
| 1 раунд | Стив Джонсон Сэм Куэрри          | 90 / 62 | 5-7 6-4 6-3   |
| 2 раунд | Равен Класен Леандер Паес (10)   | 19 / 23 | 2-6 6-4 6-1   |
| 3 раунд | Майкл Винус Оливер Марах         | 58/ 69  | 6-4 6-2       |
| 1/4     | Пабло Куэвас Давид Марреро       | 54 / 29 | 7-6(5) 7-6(5) |
| 1/2     | Жан-Жюльен Ройер Хория Текэу (6) | 16 / 16 | 6-4 3-6 6-3   |
| Финал   | Николя Маю Пьер-Юг Эрбер         | 21 / 64 | 6-4 6-4       |

В феврале 2015 года Симоне выходит в четвертьфинал турнира в Марселе. На парных соревнованиях Мастерса в Индиан-Уэллсе Болелли и Фоньини смогли дойти до финала. Сыграть в финале итальянскому дуэту удаётся и на Мастерсе в Монте-Карло. В апреле Болелли смог сыграть в 1/4 финала на турнире в Бухаресте. На Открытом чемпионате Франции итальянец проходит в третий раунд, обыграв Стива Дарси и Виктора Троицки. Путь дальше ему преградил Давид Феррер. В парных соревнованиях на кортах Ролан Гаррос, Болелли и Фоньини смогли выйти в полуфинал, где проиграли братьям Бобу и Майку Брайанам. На травяном турнире в Ноттингеме Симоне преодолевает трёх соперников и выходит в четвертьфинал, где проиграл Маркосу Багдатису. На Уимблдонском турнире уже в первом раунде ему нанёс поражение японец Кэй Нисикори. В конце июля итальянец входит в четвертьфинал турнира в Гамбурге. В августе в парном рейтинге поднялся на самую высокую в карьере — восьмую позицию. На Открытом чемпионате США он проигрывает уже на старте. Осенью ему ещё дважды удаётся выйти в четвертьфинал (на турнирах в Санкт-Петербурге и Шэньчжэне. В октябре на парных соревнованиях Мастерса в Шанхае дуэт Болелли и Фоньини выходит в финал. Итальянцы приняли в концовке сезона участие в Итоговом турнире, где, проиграв два матча, а выиграв один, не смогли преодолеть групповой этап. В парном рейтинге по итогам сезона Болелли стал 13-м.
На Открытом чемпионате Австралии 2016 года Болелли и Фоньини не смогли защитить прошлогодний титул, выбыв уже во втором раунде. На этой же стадии Симоне выбыл и в одиночном разряде. В феврале в паре с другим представителем Италии Андреасом Сеппи он смог взять парный трофей на турнире в Дубае. После этого он периодически выходит на корт. На Открытом чемпионате Франции Болелли в первом раунде проиграл Кэю Нисикори и после этого до конца сезона не играл.

### 2017—2019 (завершение одиночной карьеры)
Болелли продолжил выступления в туре в феврале 2017 года. На Открытый чемпионат Франции и Уимблдон из-за низкого рейтинга пришлось пробиваться через квалификацию, с чем итальянец успешно справился и в итоге доиграл на этих Больших шлемах до второго раунда.
В марте 2018 года на «челленджере» в Пунта-дель-Эсте (Уругвай) Болелли вышел в финал, где проиграл в трёх сетах аргентинцу Гидо Андреосси. В апреле на «челленджере» в Барлетте (Италия) также дошёл также до финала, в котором уступил теннисисту из Аргентины Марко Трунгеллити. Майский турнир в Эшториле (Португалия) подарил четвертьфинал против Фрэнсиса Тиафо, в котором Болелли уступил в двух сетах. На этот турнир он пробился через квалификацию. На Ролан Гаррос он смог попасть как лаки-лузер, где в первом раунде попал на рекордсмена турнира Рафаэля Надаля и проиграл ему в трёх сетах. На Уимблдоне также повезло сыграть после поражения в финале квалификации. Здесь он смог выйти во второй раунд, где проиграл своему партнёру по парам Фабио Фоньини. В июле Болелли неплохо сыграл на турнире в Бостаде. В одиночную сетку он успешно отобрался через квалификацию и смог доиграть до четвертьфинала, обыграв 12-ю ракетку мира Диего Шварцмана (7:6, 6:3). В парном разряде совместно с Фоньини удалось выйти в финал.
2019 год стал последним в карьере в выступлениях в одиночном разряде. В мае он прошёл три раунда квалификации на Ролан Гаррос и последний раз сыграл на турнире Большого шлема, а на Уимблдоне он проиграл первый раунд квалификации и после этого не играл в одиночках. В парном разряде за сезон Болелли удалось выиграть два «челленджера», а в основном туре дважды пройти в финал на турнирах в Санкт-Петербурге (Маттео Берреттини) и Москве (с Андресом Мольтени.

### 2020—2023
В 2020 году Болелли пробовал играть с разными партнёрами, но смог занести себе в актив лишь один финал на «челленджере». 2021 год он начал с участия в командном Кубке ATP, где за Италию сыграл на групповом этапе один матч, проигранный в дуэте с Андреа Вавассори. В целом итальянцы сыграли тот турнир хорошо и вышли в финал, в котором проиграли команде России. Основным напарником по играм в сезоне 2021 года стал аргентинец Максимо Гонсалес. С ним в марте 2021 года Болелли выиграл первый за пять лет титул в основном туре, став победителями турнира в Сантьяго. В апреле на Сардинии смог доиграть до финала с Андресом Мольтени, а в мае вновь с Гонсалесом оформил выход в финал турнира в Женеве и выиграл титул на турнире в Парме. В июне Болелли и Гонсалес выиграли третий титул в сезоне, забрав парный приз турнира на Мальорке (для итальянца этот титул стал первым в карьере на травяном покрытии). После этого они сыграли на Уимблдоне и неожиданно прошли в полуфинал, став единственной несеянной парой в том розыгрыше кому это удалось. После Уимблдона их результаты были скромнее, однако набранный в первой части сезона очки позволили Болелли по итогам года финишировать 25-м в парном рейтинге.
С 2022 года основным напарником вновь стал Фабио Фоньини. Уже на первом совместном турнире — в Сиднее они сыграли финальный матч. На Открытом чемпионате Австралии итальянский дуэт вышел в четвертьфинал. Первая совместная победа в сезоне пришла в феврале на турнире уровня ATP 500 в Рио-де-Жанейро, принесшая Болелли место в топ-20 парного рейтинга. На Мастерсе в Майами Болелли и Фоньини смогли выйти в полуфинал, а в мае они повторили этот результат на Мастерсе в Риме. В июле они вышли в финал турнира в Бостаде, а в конце месяца стали победителями в Умаге, где Болелли выиграл 10-й парный титул в Туре. Далее до конца года сильных достижений уже не произошло и Болелли финишировал в шаге от топ-20, став 21-м в парном рейтинге. В сезоне Болелли регулярно играл матчи за сборную в Кубке Дэвиса. В сентябре на групповой финальной стадии в команде с Фоньини он выиграл все три парных матча, чем помог Италии выйти в плэй-офф. В ноябре в четвертьфинале против сборной США Болелли и Фоньини выиграли решающую парную встречу и попали в следующую стадию. В полуфинале Болелли заменили в парном матче на Маттео Берреттини, но это итальянцам не помогло и они уступили дорогу в финал сборной Канады.

## Рейтинг на конец года
| Год  | Одиночный рейтинг | Парный рейтинг |
| 2024 |                   | 11             |
| 2023 |                   | 55             |
| 2022 |                   | 21             |
| 2021 | 898               | 25             |
| 2020 | 506               | 68             |
| 2019 | 334               | 80             |
| 2018 | 141               | 97             |
| 2017 | 171               | 171            |
| 2016 | 464               | 123            |
| 2015 | 58                | 13             |
| 2014 | 55                | 143            |
| 2013 | 245               | 55             |
| 2012 | 84                | 274            |
| 2011 | 134               | 39             |
| 2010 | 107               | 167            |
| 2009 | 93                | 68             |
| 2008 | 41                | 113            |
| 2007 | 67                | 425            |
| 2006 | 127               | 171            |
| 2005 | 250               | 593            |
| 2004 | 269               | 533            |
| 2003 | 623               | 438            |
| 2002 | 1 217             | 759            |

## Выступления на турнирах

### Финалы турнировATPв одиночном разряде (1)

#### Поражение (1)
| Легенда                                |
| -------------------------------------- |
| Турниры Большого шлема (0+1)*          |
| Итоговый турнир ATP (0)                |
| Мастерс (0)                            |
| ATP International Gold / АТР 500 (0+6) |
| ATP International / АТР 250 (0+10)     |

| Титулы по покрытиям | Титулы по месту проведения матчей турнира |
| ------------------- | ----------------------------------------- |
| Хард (0+5)*         | Зал (0+1)                                 |
| Грунт (0+10)        | Зал (0+1)                                 |
| Трава (0+2)         | Открытый воздух (0+16)                    |
| Ковёр (0)           | Открытый воздух (0+16)                    |

* количество побед в одиночном разряде + количество побед в парном разряде.
| №  | Дата       | Турнир           | Покрытие | Соперник в финале | Счёт              |
| 1. | 4 мая 2008 | Мюнхен, Германия | Грунт    | Фернандо Гонсалес | 6-7(4) 7-6(4) 3-6 |

### Финалычелленджерови фьючерсов в одиночном разряде (25)

#### Победы (14)
| Титулы              |
| Челленджеры (12+4)* |
| Фьючерсы (2+5)      |

| Титулы по покрытиям | Титулы по месту проведения матчей турнира |
| ------------------- | ----------------------------------------- |
| Хард (3+1)*         | Зал (2+1)                                 |
| Грунт (11+8)        | Зал (2+1)                                 |
| Трава (0)           | Открытый воздух (12+8)                    |
| Ковёр (0)           | Открытый воздух (12+8)                    |

* количество побед в одиночном разряде + количество побед в парном разряде.
| №   | Дата            | Турнир                  | Покрытие   | Соперник в финале | Счёт           |
| 1.  | 23 мая 2004     | Верона, Италия          | Грунт      | Алекс Виттур      | 6-1 7-6(4)     |
| 2.  | 11 июля 2004    | Болонья, Италия         | Грунт      | Маттиа Ливраги    | 6-2 6-3        |
| 3.  | 9 июля 2006     | Бьелла, Италия          | Грунт      | Иво Минарж        | 7-5 3-6 7-6(0) |
| 4.  | 3 сентября 2006 | Комо, Италия            | Грунт      | Федерико Луцци    | 4-6 6-3 6-2    |
| 5.  | 6 мая 2007      | Тунис, Тунис            | Грунт      | Андрей Павел      | 4-6 7-6(4) 6-2 |
| 6.  | 11 ноября 2007  | Братислава, Словакия    | Хард (зал) | Алехандро Фалья   | 4-6 7-6(7) 6-1 |
| 7.  | 4 июля 2010     | Турин, Италия           | Грунт      | Потито Стараче    | 7-6(7) 6-2     |
| 8.  | 8 мая 2011      | Рим, Италия             | Грунт      | Эдуардо Шванк     | 2-6 6-1 6-3    |
| 9.  | 4 марта 2012    | Флорианополис, Бразилия | Грунт      | Блаж Кавчич       | 6-3 6-4        |
| 10. | 22 июля 2012    | Реканати, Италия        | Хард       | Фабрис Мартен     | 6-3 6-2        |
| 11. | 16 февраля 2014 | Бергамо, Италия         | Хард (зал) | Ян-Леннард Штруфф | 7-6(6) 6-4     |
| 12. | 27 апреля 2014  | Верчелли, Италия        | Грунт      | Мате Делич        | 6-2 6-2        |
| 13. | 4 мая 2014      | Тунис, Тунис            | Грунт      | Юлиан Райстер     | 6-4 6-2        |
| 14. | 27 июля 2014    | Оберштауфен, Германия   | Грунт      | Михаэль Беррер    | 6-4 7-6(2)     |

#### Поражения (11)
| №   | Дата             | Турнир                   | Покрытие    | Соперник в финале  | Счёт            |
| 1.  | 12 сентября 2004 | Брашов, Румыния          | Грунт       | Виктор Йоницэ      | 1-6 6-7(3)      |
| 2.  | 31 октября 2004  | Ватерлоо, Бельгия        | Ковёр (зал) | Доминик Коэн       | 2-6 3-6         |
| 3.  | 7 августа 2005   | Трани, Италия            | Грунт       | Лукаш Длоуги       | 4-6 4-6         |
| 4.  | 12 февраля 2006  | Бергамо, Италия          | Ковёр (зал) | Алекс Богданович   | 1-6 0-3 — отказ |
| 5.  | 30 июля 2006     | Реканати, Италия         | Грунт       | Давиде Сангвинетти | 4-6 0-3 — отказ |
| 6.  | 11 февраля 2007  | Бергамо, Италия          | Ковёр (зал) | Фабрис Санторо     | 2-6 1-6         |
| 7.  | 14 апреля 2007   | Касабланка, Марокко      | Грунт       | Марин Чилич        | 6-4 3-6 4-6     |
| 8.  | 16 мая 2010      | Бьелла, Италия           | Грунт       | Бьорн Фау          | 4-6 2-6         |
| 9.  | 12 августа 2012  | Сан-Марино               | Грунт       | Мартин Клижан      | 3-6 1-6         |
| 10. | 3 марта 2018     | Пунта-дель-Эсте, Уругвай | Грунт       | Гидо Андреосси     | 6-3 4-6 3-6     |
| 11. | 15 апреля 2018   | Барлетта, Италия         | Грунт       | Марко Трунгеллити  | 6-2 6-7(4) 4-6  |

### Финалы турниров Большого шлема в парном разряде (4)

#### Победа (1)
| №  | Год  | Турнир                       | Покрытие | Партнёр       | Соперники в финале       | Счёт    |
| 1. | 2015 | Открытый чемпионат Австралии | Хард     | Фабио Фоньини | Николя Маю Пьер-Юг Эрбер | 6-4 6-4 |

#### Поражения (3)
| №  | Год  | Турнир                           | Покрытие | Партнёр          | Соперники в финале            | Счёт               |
| 1. | 2024 | Открытый чемпионат Австралии     | Хард     | Андреа Вавассори | Рохан Бопанна Мэттью Эбден    | 6-7(0) 5-7         |
| 2. | 2024 | Открытый чемпионат Франции       | Грунт    | Андреа Вавассори | Марсело Аревало Мате Павич    | 5-7 3-6            |
| 3. | 2025 | Открытый чемпионат Австралии (2) | Хард     | Андреа Вавассори | Генри Паттен Харри Хелиёваара | 7-6(16) 6-7(5) 3-6 |

### Финалы турнировATPв парном разряде (35)

#### Победы (17)
| №   | Дата            | Турнир                       | Покрытие   | Партнёр          | Соперники в финале                 | Счёт              |
| 1.  | 1 мая 2011      | Мюнхен, Германия             | Грунт      | Орасио Себальос  | Андреас Бек Кристофер Кас          | 7-6(3) 6-4        |
| 2.  | 31 июля 2011    | Умаг, Хорватия               | Грунт      | Фабио Фоньини    | Ловро Зовко Марин Чилич            | 6-3 5-7 [10-7]    |
| 3.  | 24 февраля 2013 | Буэнос-Айрес, Аргентина      | Грунт      | Фабио Фоньини    | Николас Монро Симон Штадлер        | 6-3 6-2           |
| 4.  | 31 января 2015  | Открытый чемпионат Австралии | Хард       | Фабио Фоньини    | Николя Маю Пьер-Юг Эрбер           | 6-4 6-4           |
| 5.  | 27 февраля 2016 | Дубай, ОАЭ                   | Хард       | Андреас Сеппи    | Марк Лопес Фелисиано Лопес         | 6-2 3-6 [14-12]   |
| 6.  | 14 марта 2021   | Сантьяго, Чили               | Грунт      | Максимо Гонсалес | Федерико Дельбонис Хауме Мунар     | 7-6(4) 6-4        |
| 7.  | 29 мая 2021     | Парма, Италия                | Грунт      | Максимо Гонсалес | Айсам-уль-Хак Куреши Оливер Марах  | 6-3 6-3           |
| 8.  | 25 июня 2021    | Санта-Понса, Испания         | Трава      | Максимо Гонсалес | Карлос Гомес Эррера Новак Джокович | Без игры          |
| 9.  | 20 февраля 2022 | Рио-де-Жанейро, Бразилия     | Грунт      | Фабио Фоньини    | Джейми Маррей Бруно Соарес         | 7-5 6-7(2) [10-6] |
| 10. | 30 июля 2022    | Умаг, Хорватия (2)           | Грунт      | Фабио Фоньини    | Ллойд Гласспул Харри Хелиёваара    | 5-7 7-6(6) [10-7] |
| 11. | 19 февраля 2023 | Буэнос-Айрес, Аргентина (2)  | Грунт      | Фабио Фоньини    | Николас Баррьентос Ариэль Беар     | 6-2 6-4           |
| 12. | 26 февраля 2024 | Буэнос-Айрес, Аргентина (3)  | Грунт      | Андреа Вавассори | Марсель Гранольерс Орасио Себальос | 6-2 7-6(6)        |
| 13. | 23 июня 2024    | Халле, Германия              | Трава      | Андреа Вавассори | Кевин Кравиц Тим Пюц               | 7-6(3) 7-6(5)     |
| 14. | 2 октября 2024  | Пекин, Китай                 | Хард       | Андреа Вавассори | Генри Паттен Харри Хелиёваара      | 4-6 6-3 [10-5]    |
| 15. | 11 января 2025  | Аделаида, Австралия          | Хард       | Андреа Вавассори | Кевин Кравиц Тим Пюц               | 4-6 7-6(4) [11-9] |
| 16. | 9 февраля 2025  | Роттердам, Нидерланды        | Хард (зал) | Андреа Вавассори | Сандер Жийе Ян Зелиньский          | 6-2 4-6 [10-6]    |
| 17. | 24 мая 2025     | Гамбург, Германия            | Грунт      | Андреа Вавассори | Андрес Мольтени Фернандо Ромболи   | 6-4 6-0           |

#### Поражения (18)
| №   | Дата             | Турнир                           | Покрытие   | Партнёр           | Соперники в финале                | Счёт               |
| 1.  | 20 октября 2012  | Москва, Россия                   | Хард (зал) | Даниэле Браччали  | Михал Мертиняк Франтишек Чермак   | 5-7 3-6            |
| 2.  | 2 марта 2013     | Акапулько, Мексика               | Грунт      | Фабио Фоньини     | Лукаш Кубот Давид Марреро         | 5-7 2-6            |
| 3.  | 21 марта 2015    | Индиан-Уэлс, США                 | Хард       | Фабио Фоньини     | Вашек Поспишил Джек Сок           | 4-6 7-6(3) [7-10]  |
| 4.  | 19 апреля 2015   | Монте-Карло, Монако              | Грунт      | Фабио Фоньини     | Боб Брайан Майк Брайан            | 6-7(3) 1-6         |
| 5.  | 18 октября 2015  | Шанхай, Китай                    | Хард       | Фабио Фоньини     | Равен Класен Марсело Мело         | 3-6 3-6            |
| 6.  | 22 июля 2018     | Бостад, Швеция                   | Грунт      | Фабио Фоньини     | Хулио Перальта Орасио Себальос    | 3-6 4-6            |
| 7.  | 22 сентября 2019 | Санкт-Петербург, Россия          | Хард (зал) | Маттео Берреттини | Игорь Зеленай Дивидж Шаран        | 3-6 6-3 [8-10]     |
| 8.  | 19 октября 2019  | Москва, Россия (2)               | Хард (зал) | Андрес Мольтени   | Марсело Демолинер Матве Мидделкоп | 1-6 2-6            |
| 9.  | 10 апреля 2021   | Кальяри, Италия                  | Грунт      | Андрес Мольтени   | Андреа Вавассори Лоренцо Сонего   | 3-6 4-6            |
| 10. | 22 мая 2021      | Женева, Швейцария                | Грунт      | Максимо Гонсалес  | Майкл Винус Джон Пирс             | 2-6 5-7            |
| 11. | 15 января 2022   | Сидней, Австралия                | Хард       | Фабио Фоньини     | Джон Пирс Филип Полашек           | 5-7 5-7            |
| 12. | 17 июля 2022     | Бостад, Швеция (2)               | Грунт      | Фабио Фоньини     | Давид Вега Эрнандес Рафаэл Матос  | 4-6 6-3 [11-13]    |
| 13. | 25 июня 2023     | Халле, Германия                  | Трава      | Андреа Вавассори  | Марсело Мело Джон Пирс            | 6-7(3) 6-3 [6-10]  |
| 14. | 29 июля 2023     | Умаг, Хорватия                   | Грунт      | Андреа Вавассори  | Блаж Рола Нино Сердарушич         | 6-4 6-7(2) [13-15] |
| 15. | 27 января 2024   | Открытый чемпионат Австралии     | Хард       | Андреа Вавассори  | Рохан Бопанна Мэттью Эбден        | 6-7(0) 5-7         |
| 16. | 8 июня 2024      | Открытый чемпионат Франции       | Грунт      | Андреа Вавассори  | Марсело Аревало Мате Павич        | 5-7 3-6            |
| 17. | 25 января 2025   | Открытый чемпионат Австралии (2) | Хард       | Андреа Вавассори  | Генри Паттен Харри Хелиёваара     | 7-6(16) 6-7(5) 3-6 |
| 18. | 22 июня 2025     | Халле, Германия (2)              | Трава      | Андреа Вавассори  | Кевин Кравиц Тим Пюц              | 3-6 6-7(4)         |

### Финалычелленджерови фьючерсов в парном разряде (16)

#### Победы (9)
| №  | Дата             | Турнир               | Покрытие   | Партнёр             | Соперники в финале                       | Счёт           |
| 1. | 29 сентября 2002 | Селарджус, Италия    | Грунт      | Филиппо Филиомени   | Флориан Альгауэр Стефано Моччи           | Без игры       |
| 2. | 13 июля 2003     | Ареццо, Италия       | Грунт      | Альберто Брицци     | Даниэле Джорджини Стефано Моччи          | 6-4 4-6 7-5    |
| 3. | 20 июля 2003     | Ареццо, Италия       | Грунт      | Альберто Брицци     | Алессандро Мотти Массимо Очера           | 6-2 6-3        |
| 4. | 23 мая 2004      | Верона, Италия       | Грунт      | Альберто Брицци     | Диего Альварес Хуан Фелипе Яньес         | 6-3 6-2        |
| 5. | 11 июля 2004     | Болонья, Италия      | Грунт      | Альберто Брицци     | Иван Додиг Майкл Станяк                  | 7-6(4) 6-0     |
| 6. | 30 июля 2006     | Реканати, Италия     | Грунт      | Давиде Сангвинетти  | Себастьян Ришик Виктор Троицки           | 6-1 3-6 [10-4] |
| 7. | 10 февраля 2008  | Бергамо, Италия      | Хард (зал) | Андреас Сеппи       | Игорь Зеленай Джеймс Серретани           | 6-3 6-0        |
| 8. | 13 июля 2019     | Брауншвейг, Германия | Грунт      | Гильермо Дуран      | Натаниэль Ламмонс Антонио Шанчич         | 6-3 6-2        |
| 9. | 6 октября 2019   | Барселона, Испания   | Грунт      | Давид Вега Эрнандес | Серхио Мартос Горнес Рамкумар Раманатхан | 6-4 7-5        |

#### Поражения (7)
| №  | Дата            | Турнир                       | Покрытие   | Партнёр             | Соперницы в финале                | Счёт           |
| 1. | 2 ноября 2003   | Порто-Торрес, Италия         | Хард       | Альберто Брицци     | Фабиан Рётчи Бенджамин Руфер      | 3-6 1-6        |
| 2. | 2 апреля 2006   | Неаполь, Италия              | Грунт      | Фабио Фоньини       | Лукаш Кубот Томаш Цибулец         | 5-7 6-4 [7-10] |
| 3. | 9 сентября 2007 | Генуя, Италия                | Грунт      | Флавио Чиполла      | Симоне Ваньоцци Даниэле Джорджини | 3-6 1-6        |
| 4. | 3 марта 2018    | Пунта-дель-Эсте, Уругвай     | Грунт      | Алессандро Джанесси | Факундо Багнис Ариэль Беар        | 2-6 6-7(7)     |
| 5. | 12 августа 2018 | Пуллах-им-Изарталь, Германия | Грунт      | Даниэле Браччали    | Йоран Влиген Сандер Жиль          | 2-6 2-6        |
| 6. | 16 июня 2019    | Лион, Франция                | Грунт      | Андреа Пеллегрино   | Филипп Освальд Филип Полашек      | 4-6 6-7(2)     |
| 7. | 1 марта 2020    | По, Франция                  | Хард (зал) | Флорин Мерджа       | Бенжамен Бонзи Антуан Оан         | 3-6 2-6        |

### Финалы командных турниров (3)

#### Победы (2)
| №  | Год  | Турнир           | Команда                                                               | Соперник в финале                                                    | Счёт |
| 1. | 2023 | Кубок Дэвиса     | Италия М. Арнальди, С. Болелли, Л. Музетти, Я. Синнер, Л. Сонего      | Австралия А. де Минор, М. Пёрселл, А. Попырин, Дж. Томпсон, М. Эбден | 2-0  |
| 2. | 2024 | Кубок Дэвиса (2) | Италия М. Берреттини, С. Болелли, А. Вавассори, Л. Музетти, Я. Синнер | Нидерланды Б. ван де Зандсхюлп, Т. Грикспор, Й. де Йонг, У. Колхоф   | 2-0  |

#### Поражение (1)
| №  | Год  | Турнир    | Команда                                                  | Соперник в финале                                   | Счёт |
| 1. | 2021 | Кубок ATP | Италия · М.Берреттини, С.Болелли, А.Вавассори, Ф.Фоньини | Россия · Е.Донской, А.Карацев, Д.Медведев, А.Рублёв | 0-2  |

## История выступлений на турнирах
По состоянию на 6 февраля 2023 года
Для того, чтобы предотвратить неразбериху и удваивание счета, информация в этой таблице корректируется только по окончании турнира или по окончании участия там данного игрока.
| Турнир                       | 2007  | 2008  | 2009          | 2010          | 2011          | 2012  | 2013          | 2014          | 2015          | 2016  | 2017          | 2018          | 2019          | 2020          | 2021  | 2022          | 2023          | Итог   | В/П за карьеру |
| ---------------------------- | ----- | ----- | ------------- | ------------- | ------------- | ----- | ------------- | ------------- | ------------- | ----- | ------------- | ------------- | ------------- | ------------- | ----- | ------------- | ------------- | ------ | -------------- |
| Турниры Большого шлема       |       |       |               |               |               |       |               |               |               |       |               |               |               |               |       |               |               |        |                |
| Открытый чемпионат Австралии | -     | 1Р    | 1/4           | 3Р            | -             | 2Р    | 1/2           | 2Р            | П             | 2Р    | -             | -             | 1Р            | 3Р            | 3Р    | 1/4           | 1Р            | 1 / 13 | 25-12          |
| Открытый чемпионат Франции   | 1Р    | 1Р    | 2Р            | -             | -             | 1Р    | -             | 2Р            | 1/2           | -     | 1Р            | 1Р            | -             | 2Р            | 3Р    | -             |               | 0 / 10 | 9-10           |
| Уимблдонский турнир          | 1Р    | 1Р    | 1Р            | -             | -             | -     | -             | 2Р            | 1Р            | -     | -             | -             | -             | НП            | 1/2   | -             |               | 0 / 6  | 5-6            |
| Открытый чемпионат США       | 1Р    | 1Р    | 3Р            | -             | 1/2           | -     | -             | 1Р            | 1Р            | -     | 3Р            | 2Р            | -             | 2Р            | 2Р    | 3Р            |               | 0 / 11 | 13-10          |
| Итог                         | 0 / 3 | 0 / 4 | 0 / 4         | 0 / 1         | 0 / 1         | 0 / 2 | 0 / 1         | 0 / 4         | 1 / 4         | 0 / 1 | 0 / 2         | 0 / 2         | 0 / 1         | 0 / 3         | 0 / 4 | 0 / 2         | 0 / 1         | 1 / 40 |                |
| В/П в сезоне                 | 0-3   | 0-4   | 6-4           | 2-1           | 4-1           | 1-2   | 4-1           | 3-4           | 10-3          | 1-1   | 2-1           | 1-2           | 0-1           | 4-3           | 9-4   | 5-2           | 0-1           |        | 52-38          |
| Олимпийские игры             |       |       |               |               |               |       |               |               |               |       |               |               |               |               |       |               |               |        |                |
| Летняя олимпиада             | НП    | 1Р    | Не проводился | Не проводился | Не проводился | -     | Не проводился | Не проводился | Не проводился | -     | Не проводился | Не проводился | Не проводился | Не проводился | -     | Не проводился | Не проводился | 0 / 1  | 0-1            |
| Итоговые турниры             |       |       |               |               |               |       |               |               |               |       |               |               |               |               |       |               |               |        |                |
| Итоговый турнир ATP          | -     | -     | -             | -             | -             | -     | -             | -             | Группа        | -     | -             | -             | -             | -             | -     | -             |               | 0 / 1  | 1-2            |